# السحب على
السحب على (بالإنجليزية: Drag-On) هو موسيقي ورابر وكاتب أغاني وممثل أمريكي، ولد في 4 يناير 1979 بذا برونكس في الولايات المتحدة.

## وصلات خارجية
- السحب على على موقع IMDb (الإنجليزية)
- السحب على على موقع ميوزك برينز (الإنجليزية)
- السحب على على موقع أول ميوزيك (الإنجليزية)
- السحب على على موقع ديسكوغز (الإنجليزية)
- السحب على على موقع قاعدة بيانات الفيلم (الإنجليزية)